# Djamaa el Djazaïr
Djamaa el Djazaïr, també coneguda com la Gran Mesquita d'Alger, és una mesquita d'Alger, a Algèria. Té el minaret més alt del món i és la tercera mesquita més gran del món després de la Gran Mesquita de La Meca (Al-Màsjid al-Haram) i la Mesquita del Profeta (Al-Masjid an-Nabawi) de Medina, a Aràbia Saudita.

## Història
La construcció de la mesquita començà a l'agost del 2012 després que una companyia xinesa s'adjudicàs el contracte del Govern algerià. El disseny el feren els arquitectes alemanys KSP Juergen Engel Architekten i els de Krebs und Kiefer International. La mesquita va patir retards en la construcció per problemes pressupostaris per la caiguda dels preus del petroli. Al voltant de 2.300 treballadors de la Xina, Algèria i altres estats africans hi van treballar. La construcció de la mesquita va ser vista per molts com un símbol del llarg mandat del president Abdelaziz Bouteflika.

## Arquitectura
La mesquita cobreix 400.000 m² amb vista a la mar Mediterrània. La sala d'oració té una capacitat per a 37.000 persones, i l'estructura total pot albergar-ne fins a 120.000 i té espai d'estacionament per a 7.000 automòbils. El conjunt inclou una escola alcorànica, un parc, una biblioteca, àrea d'allotjament per al personal, una estació de bombers, un museu d'art islàmic i un centre de recerca sobre la història d'Algèria.
La mesquita també té un minaret de 265 m d'alçada, i això la fa l'edifici més alt d'Àfrica. També alberga una plataforma d'observació sobre el minaret, que té 37 plantes. Està dissenyada per a resistir un terratrèmol de magnitud 9,0 i l'estructura s'ha tractat per a resistir la corrosió. La sala d'oració principal té 618 columnes octogonals i 6 km d'escriptura cal·ligràfica gravada amb un sistema làser. La cúpula de la sala d'oració té un diàmetre de 50 m i s'alça 70 m.